# James Macpherson

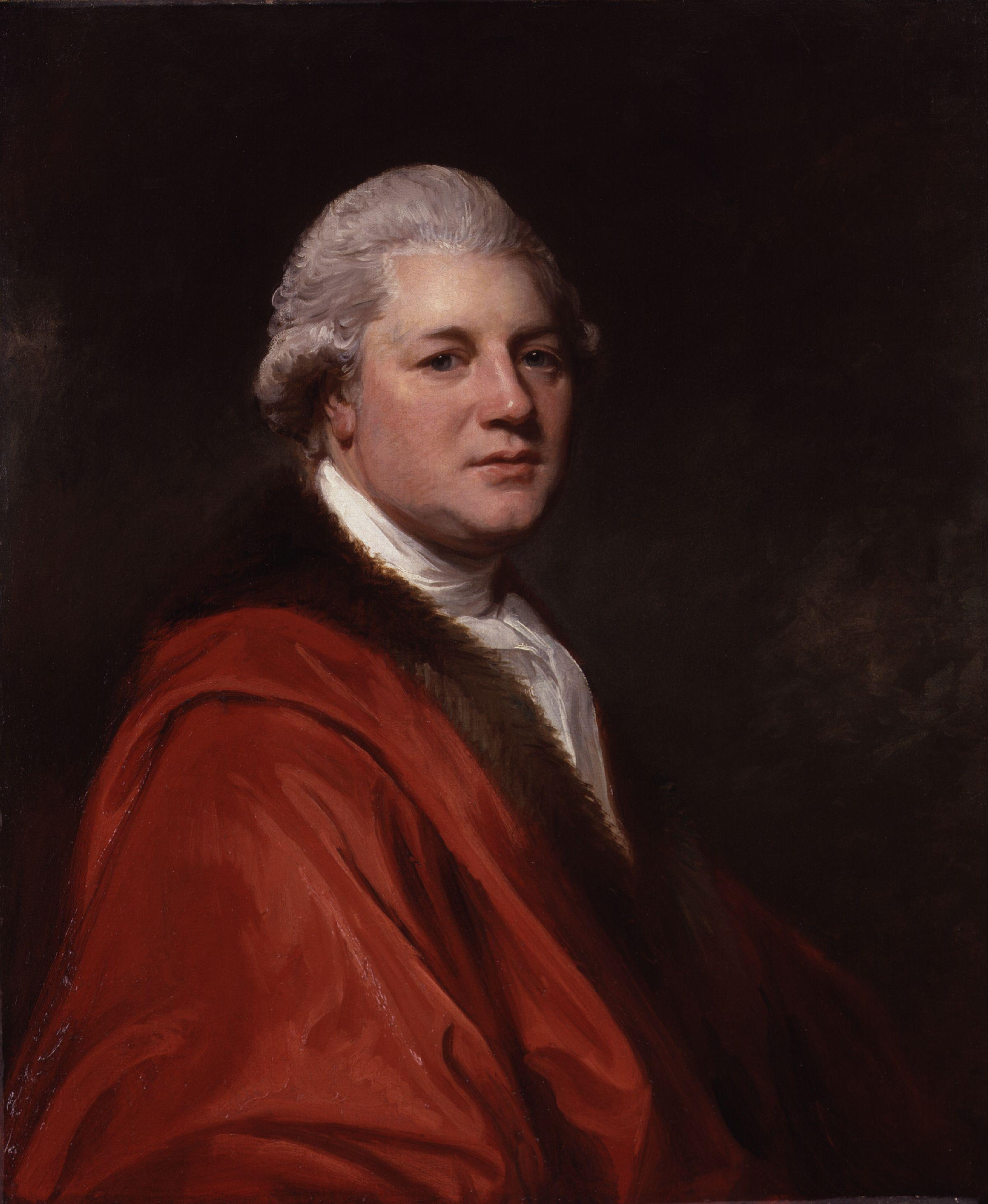
James Macpherson, door George Romney

James Macpherson (Ruthven, Inverness-shire, 27 oktober 1736 – 17 februari 1796) was een Schots dichter die vooral bekend is geworden door zijn 'vertaling' van de Gedichten van Ossian.
Macpherson was een boerenzoon. Hij ontving zijn opleiding in Aberdeen en aan de Universiteit van Edinburgh. Vervolgens werd hij leraar in zijn geboorteplaats. In 1758 publiceerde hij zijn eerste werk, The Highlander, een in heroic couplets geschreven gedicht.

## Ossian
Hij had kennis van de taal en de poëzie van het Schots-Gaelisch en na een ontmoeting met de Schotse dichter en toneelschrijver John Home, aan wie hij wat gedichten in die taal toonde, moedigde deze hem aan er vertalingen van te maken. In 1760 verscheen  Fragments of Ancient Poetry collected in the Highlands of Scotland in Edinburgh en het werk werd goed ontvangen door schrijvers en critici. In het voorwoord vermeldde Macpherson dat hij wist van het bestaan van een eeuwenoud Gaelisch epos van de schrijver Ossian (Oisín) die een zoon zou zijn van de mythische Fionn mac Cumhaill. 
De schrijver Hugh Blair en anderen verzochten Macpherson zijn werk voort te zetten en het nodige geld daartoe werd grif bijeengebracht. Hij vertrok naar de Hooglanden en de eilanden, waar hij verder materiaal verzamelde en in 1762 verscheen Fingal, an Ancient Epic Poem, dat ook een aantal kortere gedichten bevatte. Ook dit werk werd warm ontvangen. Kort hierop, in 1763, volgde het uit tien delen bestaande Temora, an Ancient Epic Poem. Het geheel van deze werken, The Works of Ossian, verscheen in 1765.

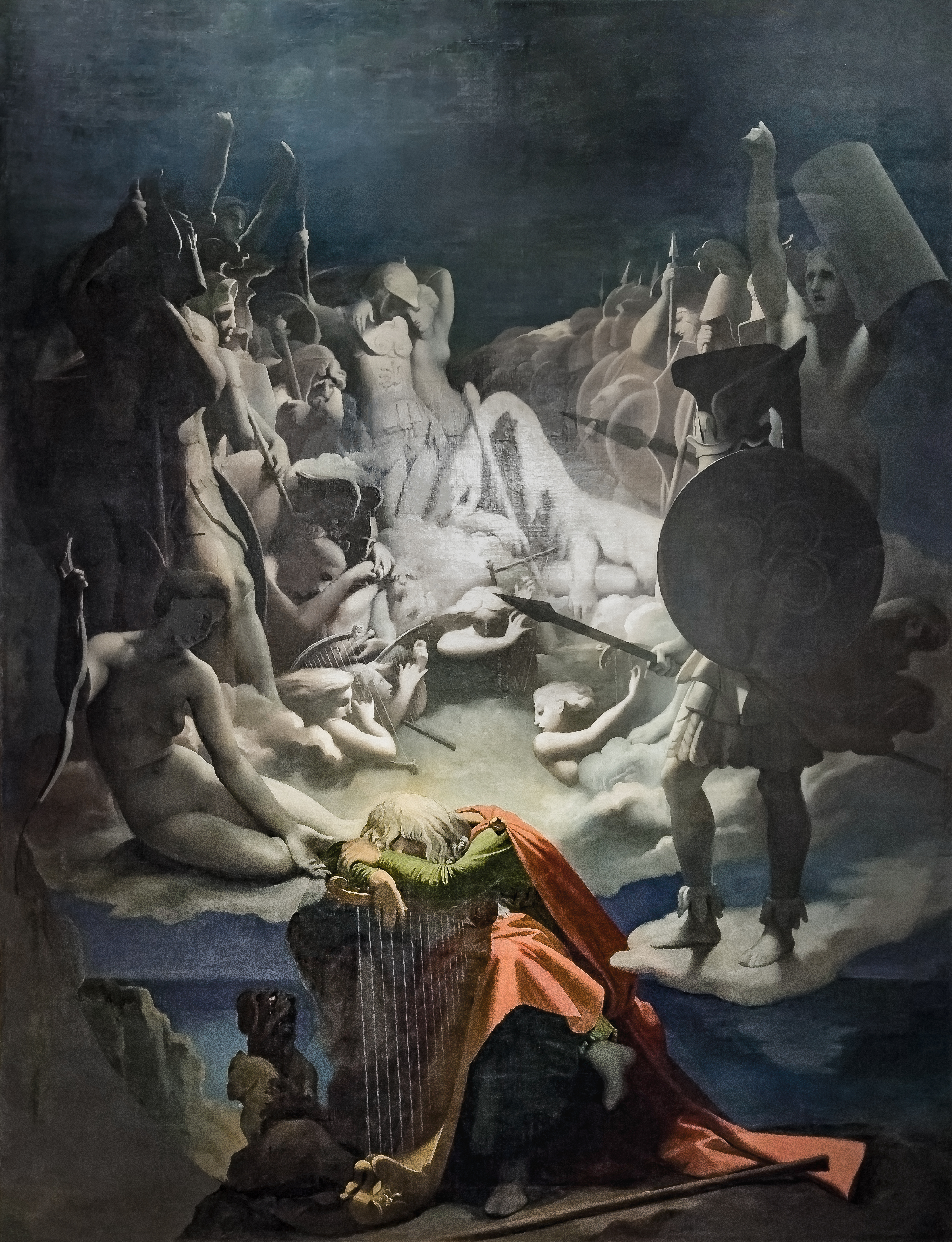
De droom van Ossian door Ingres

De impact van dit werk was enorm. Het genoot onmiddellijk een grote populariteit en werd in alle Europese talen vertaald. Het werd zeer bewonderd door onder anderen de Duitse schrijvers Herder en Goethe en ook door Napoleon Bonaparte, die de schilder Ingres opdracht gaf tot het schilderen van diens 'Droom van Ossian'. Het werk beïnvloedde vele schrijvers in binnen- en buitenland, onder wie Walter Scott, en inspireerde ook componisten als Niels Gade en Franz Schubert. 
Er woedde echter ook een langdurige en hevige controverse over het werk, omdat er twijfel ontstond over de authenticiteit van de manuscripten. Met name de befaamde criticus Samuel Johnson, David Hume en Ierse literatoren drongen aan op bekendmaking van de manuscripten, waar Macpherson overigens niet op in ging.
Het werk bleef onverminderd populair bij het lezerspubliek en droeg bij aan de ontwikkeling van de stroming van de romantiek in Engeland. Ongeacht de gebleken grotendeels frauduleuze aard van het Ossian-epos, blijkt eruit wel het persoonlijke poëtische talent van Macpherson. 

## Verder leven en werk
Door het enorme succes van zijn werk geraakte Macpherson in goeden doen. Hij richtte zich hierna op historische werken. Achtereenvolgens verschenen:
- An Introduction to the History of Great Britain and Ireland (1771)
- The History of Great Britain from the Restoration to the Accession of the House of Hanover (1775)
- Original Papers, containing the Secret History of Great Britain from the Restoration to the Accession of the House of Hanover (1775)

In 1780 nam hij zitting in het parlement namens het kiesdistrict Camelford, een functie die hij tot zijn dood zou uitoefenen. Hij kocht een landgoed, dat hij Belleville noemde, in zijn geboortestreek nabij Inverness, waar hij overleed. Zijn lichaam werd overgebracht naar Londen, waar hij werd begraven in Westminster Abbey.